# Мошин
Мошин (пол. Moszyn) — село в Польщі, у гміні Пултуськ Пултуського повіту Мазовецького воєводства.
Населення — 197 осіб (2011).
У 1975-1998 роках село належало до Цехановського воєводства.

## Демографія
Демографічна структура станом на 31 березня 2011 року:
|          | Загалом | Допрацездатний вік | Працездатний вік | Постпрацездатний вік |
| -------- | ------- | ------------------ | ---------------- | -------------------- |
| Чоловіки | 110     | 32                 | 74               | 4                    |
| Жінки    | 87      | 16                 | 58               | 13                   |
| Разом    | 197     | 48                 | 132              | 17                   |